# Outbreak
Outbreak (en Hispanoamérica, Epidemia; en España, Estallido) es una película de catástrofe estadounidense de 1995, dirigida y producida por Wolfgang Petersen y basada en la novela The Hot Zone de Richard Preston. Está protagonizada por Dustin Hoffman, Rene Russo, Morgan Freeman y Donald Sutherland.

## Argumento
En 1967, Billy Ford descubre en Zaire un virus llamado Motaba, similar al Ébola, con un índice de mortalidad del 100 %, provocando la muerte a las veinticuatro horas de la infección. El gobierno de EE. UU. supone que bombardeando el poblado infectado destruirán el único brote.
Treinta años después, Sam Daniels del USAMRIID, el instituto para combatir enfermedades del ejército, es enviado a Zaire para investigar la epidemia. Al realizar los estudios necesarios insta a su superior, Billy Ford, a que decrete el estado de alerta, pero Ford sabe que el virus no es nuevo y que no puede darlo a conocer a la población. Los militares tenían el virus treinta años antes y no quisieron usarlo para salvar a los contagiados, ya que no podían decir que tenían el virus como arma en un posible conflicto. 
Sin embargo un pequeño mono portador del virus es capturado y transportado ilegalmente en barco desde el Zaire hasta Estados Unidos. Jimbo Scott, que trataba de vender dicho mono en el mercado negro, es contagiado durante el viaje, luego contagia al vendedor de animales, porque el mono lo arañó, y a su novia tras decidir volver a su país. El vendedor se enferma y va al hospital. Luego el técnico que estaba realizando pruebas con la sangre de dicho paciente se infecta cuando rompe dichas muestras y se enferma sin darse cuenta con un virus mutado que se propaga por el aire. Luego fue al cine propiciando así la propagación entre las personas. A causa de la mutación el virus se propaga entonces de forma muy rápida infectando así a centenares. 
Daniels y su exmujer Robby Keough del CDC investigarán las infecciones que se han producido con su gente con tal de encontrar una cura al letal virus que amenaza por su propagación aérea con extenderse con el tiempo por todo el mundo mientras que los militares bajo Donald McClintock están decididos a destruir la ciudad para proteger su arma.
Daniels sin embargo se entera de todo, se rebela y encuentra al mono y, evitando el bombardeo, consigue los anticuerpos del mono que salvará a la población que iba a ser bombardeada mientras que Ford, horrorizado por lo que quiso hacer McClintock a una población estadounidense, lo arresta y se encarga que los médicos puedan terminar el trabajo de Daniels y curar a todos en la ciudad.

## Reparto
| Actor             | Personaje                          |
| ----------------- | ---------------------------------- |
| Dustin Hoffman    | Sam Daniels                        |
| Rene Russo        | Robby Keough                       |
| Morgan Freeman    | Billy Ford                         |
| Cuba Gooding Jr.  | Salt                               |
| Patrick Dempsey   | Jimbo Scott                        |
| Donald Sutherland | Donald McClintock                  |
| Kevin Spacey      | Casey Schuler                      |
| Zakes Mokae       | Dr. Benjamin Iwabi                 |
| Benito Martínez   | Dr. Julio Ruiz                     |
| Bruce Jarchow     | Dr. Mascelli                       |
| Dale Dye          | Teniente coronel Briggs            |
| Maury Sterling    | Sandman One                        |
| Diana Bellamy     | Sra. Pananides                     |
| J. T. Walsh       | Jefe de Gabinete de la Casa Blanca |

## Producción

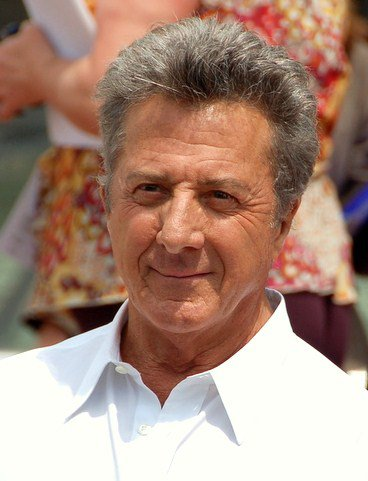
Dustin Hoffman como Sam Daniels.

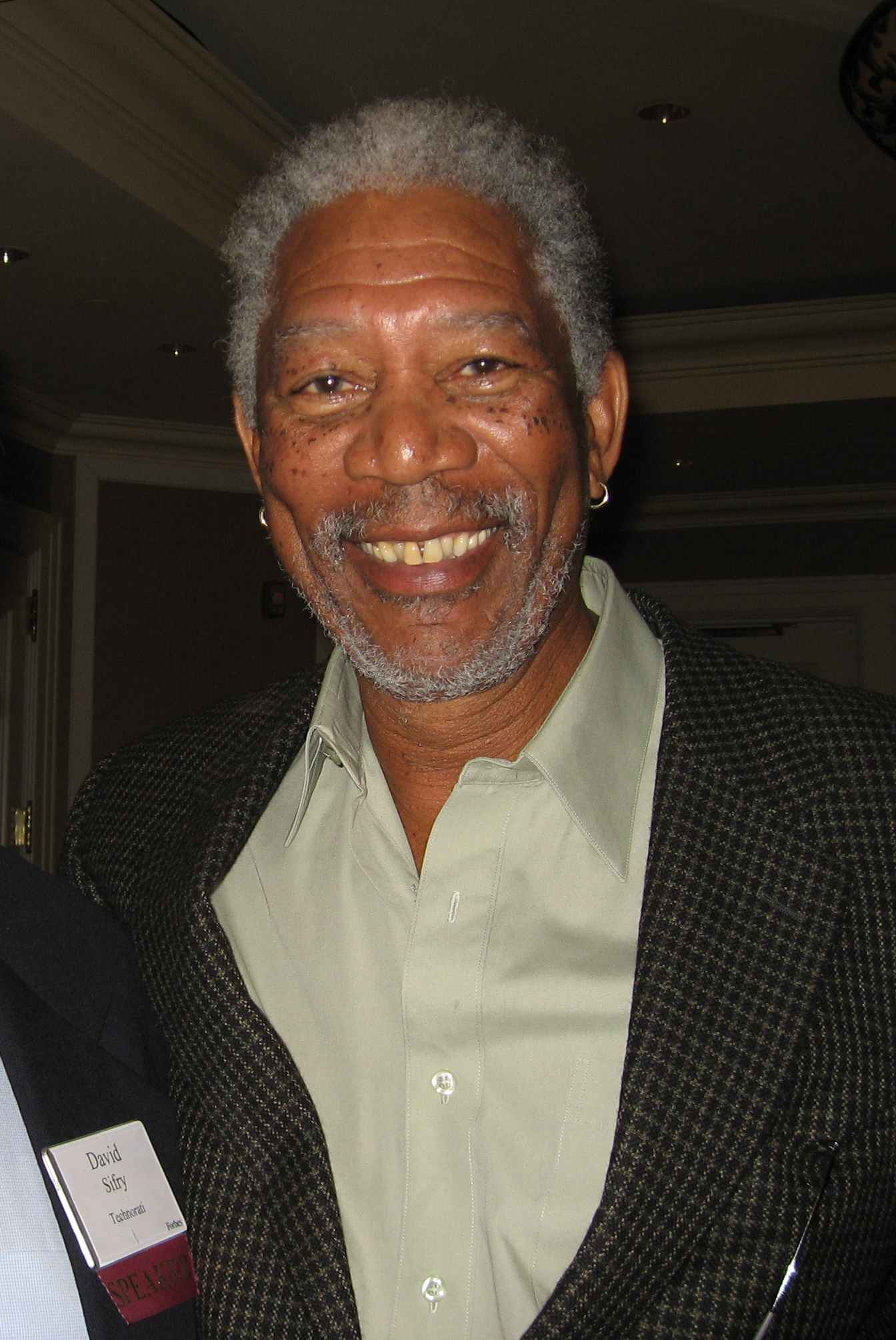
Morgan Freeman como Billy Ford.

### Preproducción
El personaje de Sam Daniels le fue ofrecido a Harrison Ford, pero este declinó la oferta. También se la ofrecieron a Mel Gibson y Sylvester Stallone, los cuales también lo rechazaron. Solo entonces se lo ofrecieron a Dustin Hoffman, el cual aceptó. También hay que destacar, que al principio Jodie Foster iba a encarnar el personaje de Robby Keogh, pero ella dejó la película, por lo que René Russo ocupó su lugar. Finalmente, en cuanto al personaje del general McClintock, Donald Sutherland consiguió el papel por encima de Joe Don Baker.
Esta producción consiguió llevarse a cabo cuando Dustin Hoffman y Wolfgang Petersen firmaron para protagonizar y dirigir la película respectivamente, lo que provocó que un proyecto de temática similar de 20th Century Fox que iba a ser protagonizado por Jodie Foster y Robert Redford y dirigido por Ridley Scott, titulado Hot Zone, fuera cancelado, además de por los problemas que surgieron con la escritura del guion.

### Rodaje
Se rodó entre el 24 de julio y el 16 de diciembre de 1994. Fue filmada en el estado de California, en diversas localidades como Pasadena, Burbank, Eureka, Ferndale y Arcata, además de en la ciudad de Los Ángeles. También se rodó en Hawái.

## Recepción

### Taquilla
Estrenada en 2215 cines estadounidenses debutó en primera posición con 13 millones de dólares, con una media por sala de 6058 dólares, por delante de Man of the House. Recaudó 67 millones en Estados Unidos. Sumando las recaudaciones internacionales la cifra asciende a 189 millones. El presupuesto estimado invertido en la producción fue de 50 millones.
La obra cinematográfica se convirtió así en un éxito de taquilla. El éxito de la película consolidó también  a Wolfgang Petersen como director exitoso en Hollywood. También hay que añadir, que desde el estallido de la pandemia del coronavirus esta película se ha vuelto muy popular otra vez.

### Respuesta crítica
Según la página de Internet Rotten Tomatoes obtuvo un 60 % de comentarios positivos. Roger Ebert definió la película para el Chicago Sun Times como "una de las historias más escalofriantes de nuestro tiempo". Mick LaSalle escribió que "esta es una buena película de las que hacen que las personas queramos ir al cine, pero a la vez es lo suficientemente aterradora como para que uno se pregunte si debería evitar las multitudes".